# Altura no campo de visão

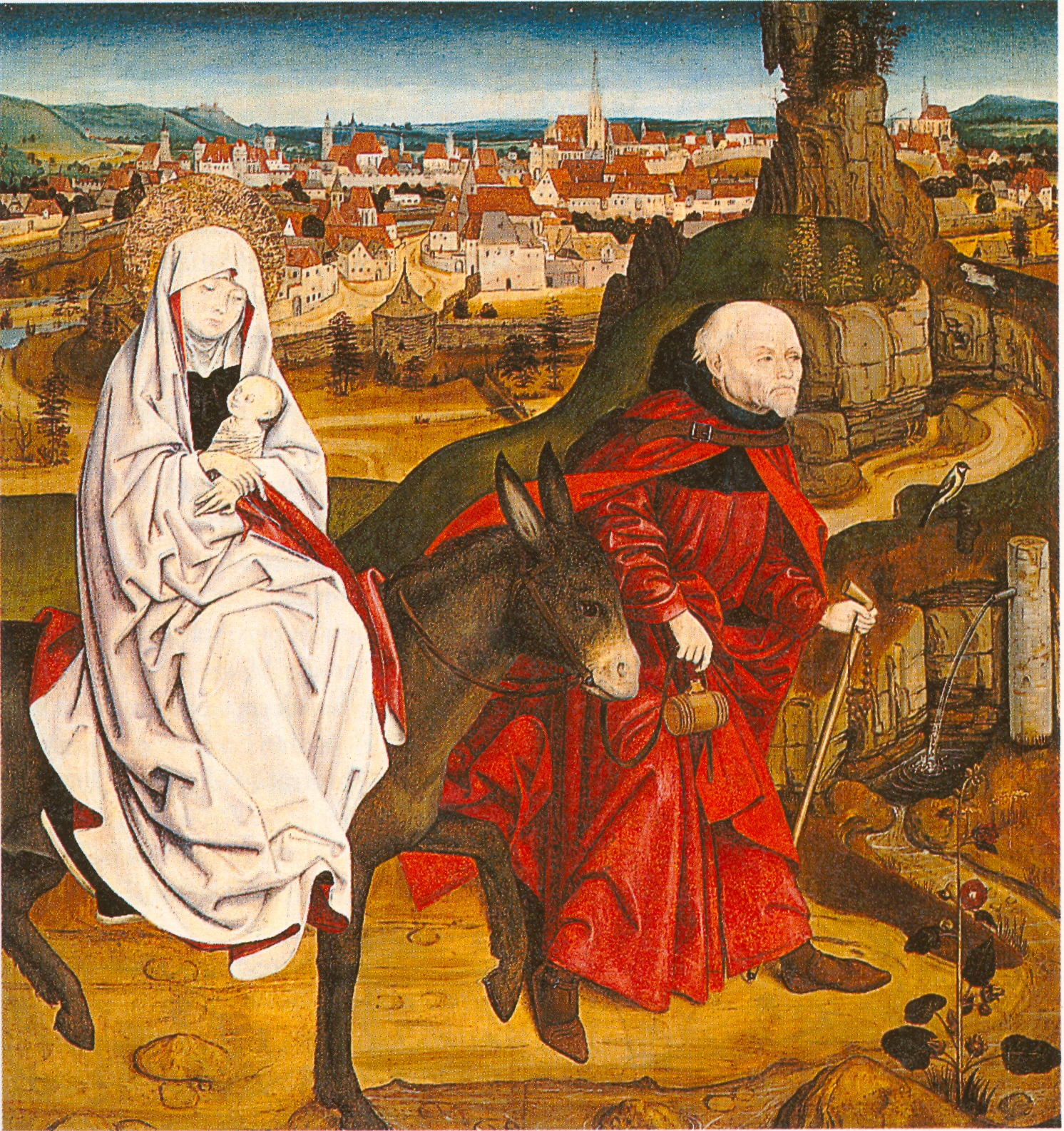
Antes do surgimento da perspectiva geométrica, uma técnica para se criar a ilusão de profundidade, era posicionar os elementos mais distantes, cada vez mais para o alto do suporte pictórico.

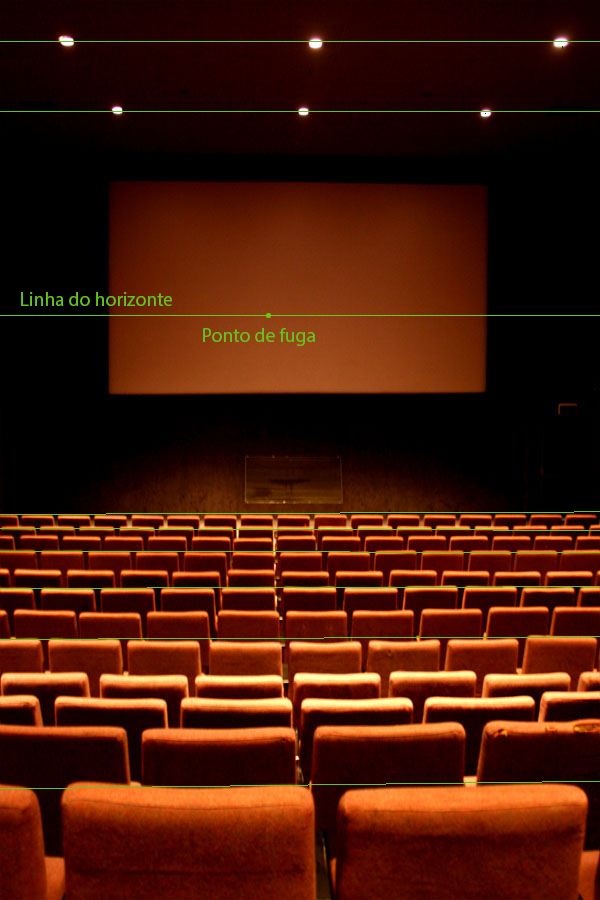
Num sistema de perspectiva geométrica, têm-se duas situações: 1. abaixo da linha do horizonte, os elementos mais ao alto, parecerão mais distantes; 2. para o que está acima dessa linha (LH), a regra se inverte, desse modo, quanto mais baixo a figura estiver, mais distante ela parecerá.

A altura no campo de visão é um método de obtenção do espaço, o qual sugere que quanto mais para o alto uma figura estiver no quadro, mais distante, de quem a observa, ela parecerá. 
Esta técnica, que reforça a ilusão ótica de profundidade, pode ser encontrada na arte primitiva, oriental, bizantina, medieval e moderna.
Arnheim diz que os artistas aplicam essas regras, intuitiva ou conscientemente, para tornar as relações de profundidade visíveis.
Após o surgimento da perspectiva, com pontos de fuga, essa regra se inverte, para os elementos acima da linha do horizonte.